# CGC Viareggio 1995-1996
Questa voce raccoglie le informazioni riguardanti del CGC Viareggio nelle competizioni ufficiali della stagione 1995-1996.

## Stagione
Ventunesimo campionato di Serie A1. Altre società falliscono, ma tra queste non può essere messo in discussione il prestigio del CGC Viareggio. Solo viareggini in rosa, lo chiede il bilancio. Il prezzo da pagare è la retrocessione.

## Maglie e sponsor
| 1ª divisa | 2ª divisa |

## Organico

### Giocatori
Dati tratti dal sito internet ufficiale della Federazione Italiana Sport Rotellistici.
| N° | Naz.              | Ruolo | Sportivo              |  |  |  |
| -- | ----------------- | ----- | --------------------- |  |  |  |
|    | Italia (bandiera) | P     | Vannucci              |  |  |  |
|    | Italia (bandiera) | P     | Davide Martinelli     |  |  |  |
|    | Italia (bandiera) | E     | Stefano Camporeggi    |  |  |  |
|    | Italia (bandiera) | E     | Nicola Felicetti      |  |  |  |
|    | Italia (bandiera) | E     | Gemo                  |  |  |  |
|    | Italia (bandiera) | E     | Bertolucci            |  |  |  |
|    | Italia (bandiera) | E     | Emanuele Giordani     |  |  |  |
|    | Italia (bandiera) | E     | Chini                 |  |  |  |
|    | Italia (bandiera) | E     | Petrucci              |  |  |  |
|    | Italia (bandiera) | E     | Alessandro Martinelli |  |  |  |